# Ricardo Jamin Vidal
Pour les articles homonymes, voir Jamin et Vidal.
Ricardo Jamin Vidal, né le 6 février 1931 à Mogpog aux Philippines et mort le 18 octobre 2017 à Cebu (Philippines), est un  cardinal philippin, archevêque de Cebu de 1982 à 2010.

## Biographie

### Prêtre
Après avoir étudié au séminaire de San Carlo, Ricardo Jamin Vidal est ordonné prêtre le 17 mars 1956 pour le diocèse de Lucena.
Il est alors envoyé au séminaire local du mont Carmel où il est directeur spirituel, puis supérieur jusqu'à sa nomination épiscopale.

### Évêque
Nommé évêque coadjuteur de Malolos aux Philippines le 10 septembre 1971, il est consacré le 30 novembre suivant.
Le 22 août 1973, il devient archevêque de Lipa.
Il est nommé archevêque coadjuteur de Cebu le 13 avril 1981 et en devient archevêque titulaire le 24 août 1982, succédant au cardinal Julio Rosales.
Il préside la Conférence des évêques catholiques des Philippines de 1985 à 1987.
Il se retire de sa charge d'archevêque le 15 octobre 2010 à quelques mois de ses 80 ans.

### Cardinal
Il est créé cardinal par le pape Jean-Paul II lors du consistoire du 25 mai 1985 avec le titre de cardinal-prêtre de Ss. Pietro e Paolo a Via Ostiense.
Il participe au conclave de 2005 qui voit l'élection de Benoît XVI. En revanche, ayant dépassé la limite d'âge le 6 février 2011, il ne peut pas prendre part aux votes du conclave de 2013 qui voit l'élection de François.
Au sein de la Curie romaine, il est membre de la Congrégation pour l'évangélisation des peuples, de la Congrégation pour l'éducation catholique, du Conseil pontifical pour la pastorale des services de la santé et du Conseil pontifical pour la famille. 
Il meurt le 18 octobre 2017 à Cebu.